# Balatonalmádi
Balatonalmádi je mesto ob Blatnem jezeru na Madžarskem, ki upravno spada v Županijo Veszprém.